# Natalie Brown
Natalie Brown (Timmins (Ontario), 17 mei 1973) is een Canadese actrice en model.

## Biografie
Brown werd geboren in Timmens, een plaats in de provincie Ontario. Zij begon haar carrière als model voor de cosmeticabedrijf Bonne Bell, hierna werd zij het gezicht voor Heinz ketchup. Hierna heeft zij als model ook gewerkt voor onder andere Max Factor. Zij studeerde af in schone kunsten aan de York University in Toronto.
Brown begon in 1997 met acteren voor televisie in de film Here Dies Another Day, waarna zij nog meerdere rollen speelde in films en televisieseries. Zij is onder andere bekend van haar rol als Kelly Goodweather in de televisieserie The Strain waar zij in 26 afleveringen speelde (2014-2015). In 2008 werd zij genomineerd voor een Gemini Award voor haar rol in de televisieserie Sophie in de categorie beste individuele optreden in een comedyserie.

## Filmografie

### Films
Uitgezonderd korte films.
- 2024 Home Free - als Daisy Homur
- 2024 Deadly Invitations - als Alex
- 2024 Locked in My House - als Caris Carter
- 2024 A Widow Seduced - als Kellie Gibson
- 2023 Smart Home Killer - als Leah Tomkins
- 2023 Twisted Neighbor - als Jillian
- 2022 The Breach - als Linda Parsons
- 2022 Ashgrove - als Sammy
- 2021 Nightmare Alley - als receptioniste van Lilith
- 2021 See for Me - als moeder van Sophie
- 2020 Daughter Dearest - als Rebecca Barton
- 2020 A Daughter's Ordeal - als Hope Carter
- 2019 Canadian Strain - als Valerie
- 2019 Thunderbird - als Ivy Seymour
- 2018 Crown and Anchor - als Jessica Power
- 2017 White Night - als Stacey
- 2017 XX - als Susan Jacobs
- 2017 Blood Honey - als Natalie Heath
- 2016 For Love and Honor - als Caroline Foster
- 2015 How to Plan an Orgy in a Small Town - als Anna
- 2013 Compulsion - als Rebecca
- 2013 Be My Valentine - als Kate
- 2013 Exploding Sun - als Cheryl Wincroft
- 2013 The Surrogacy Trap - als Allison
- 2012 Offline - als Jill Gachet
- 2011 Ecstasy - als Marie
- 2010 Cancel Christmas - als Jeannie Claymore
- 2010 The Last Christmas - als Monica
- 2010 Fairfield Road - als Wendy Greenhill
- 2010 Wedding for One - als Monica Johnson
- 2008 Saw V - als Heather Miller
- 2007 I Me Wed - als verkoopster bruidswinkel
- 2007 Something Beneath - als Khali Spence
- 2006 Cradle of Lies - als Michelle Fox
- 2006 Black Widower - als Saundra Amos
- 2006 10.5: Apocalypse - als Paula
- 2006 The Last Sect - als Sydney St. James
- 2005 Descent - als Jen
- 2004 Dawn of the Dead - als CDC verslaggeefster
- 2004 Welcome to Mooseport - als Laurie Smith
- 2003 How to Lose a Guy in 10 Days - als mrs. Sawyer
- 2003 The Crooked E: The Unshredded Truth About Enron - als Amber St. Pierre
- 1997 Here Dies Another Day - als meisje

### Televisieseries
Uitgezonderd eenmalige gastoptredens.
- 2021 Clarice - als Luanne Felker - 2 afl.
- 2019 Ransom - als Kate Barrett - 6 afl.
- 2018 Frankie Drake Mysteries - als Bessie Starkman - 3 afl.
- 2018 Jack Ryan - als Rebecca - 2 afl.
- 2018 The Crossing - als burgemeester Vanessa Conway - 2 afl.
- 2015-2017 Dark Matter - als Sarah - 11 afl.
- 2014-2017 The Strain - als Kelly Goodweather - 43 afl.
- 2016 Channel Zero - als Jessica Yolen 5 afl.
- 2014-2015 Bitten - als Diane McAdams - 11 afl.
- 2012-2014 Being Human - als Julia - 7 afl.
- 2013 Cracked - als rechercheur Rachel Fenton - 7 afl.
- 2012 Comedy Bar - als Sandra Sheriff - 5 afl.
- 2011 Skins - als Leslie Campbell - 2 afl.
- 2010 Happy Town - als Carol Haplin - 6 afl.
- 2008-2009 Sophie - als Sophie Parker - 32 afl.
- 2003 Sue Thomas: F.B.Eye - als Allie - 3 afl.
- 2002 Undressed - als Brianne - ? afl.
- 1998-1999 Mythic Warriors: Guardians of the Legend - als Atalanta - 4 afl.

- Gemeinsame Normdatei: 1013452577
- International Standard Name Identifier: 0000 0000 5302 2984
- Library of Congress Control Number: nr2006032499
- Nationale Bibliotheek van Israël: 987007357881105171
- Virtual International Authority File: 34422012
- WorldCat: E39PBJd8fPCqF9bB9Rqq9tcgKd